# Javoy Tucker

Javoy Tucker (né le 13 mai 1997) est un athlète jamaïcain, spécialiste du sprint.

## Carrière
Le 29 juillet 2018, il établit son record personnel sur 100 m en 10 s 08 lors des Jeux d’Amérique centrale et des Caraïbes de 2018 à Barranquilla. Le 2 août, il y remporte la médaille de bronze du relais 4 x 100 m.